# 12442 Белтрамемасс
12442 Белтрамемасс (12442 Beltramemass) — астероїд головного поясу.
Тіссеранів параметр щодо Юпітера — 3,205.